# کتار

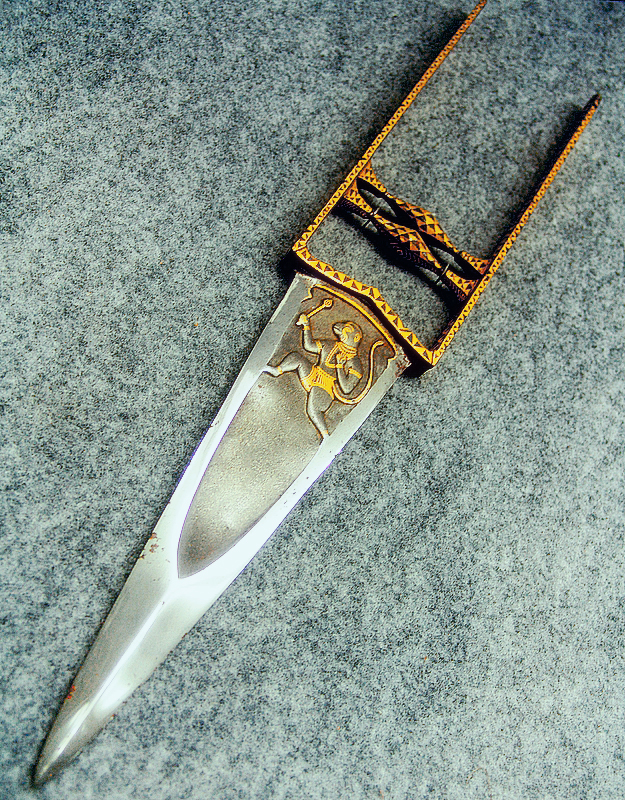
کتار

کَتار نوعی خنجر هندی است که بیشتر با دسته H شکل خود شناخته می‌شود و در فارسی به جَمدَر هم معروف است.